# Petsjerska (metrostation)
Petsjerska (Oekraïens: Печерська, ⓘ) is een station van de metro van Kiev. Het station maakt deel uit van de Syretsko-Petsjerska-lijn en werd geopend op 27 december 1997; het traject waaraan Petsjerska gelegen is werd echter al zes jaar eerder in gebruik genomen. De Sovjet planners hadden het metrostation ten zuidoosten van het stadscentrum de naam Lesi Oekrajinki gegeven, maar toen het 6 jaar na de ontbinding van de Sovjet-Unie werd geopend werd het genoemd naar de wijk Petsjersk waar het station gelegen is.
Het station is zeer diep gelegen en beschikt over een buisvormige perronhal die door arcades van de sporen wordt gescheiden. De wanden zijn bekleed met wit marmer en kunststof panelen. Aan het dak van de centrale hal is een rij lampen opgehangen die doen denken aan spotlights. Het perron is verbonden met de ondergrondse stationshal door middel van twee roltrapschachten en een tussenverdieping. De stationshal komt uit in een voetgangerstunnel onder het Plosjtsja Lesi Oekrajinki (Lesja Oekrajinka-plein).